# Plymouth County (Massachusetts)
Plymouth County is een county in de Amerikaanse staat Massachusetts.
De county heeft een landoppervlakte van 1.712 km² en telt 472.822 inwoners (volkstelling 2000). De hoofdplaats is Brockton 
 Plymouth.

## Bevolkingsontwikkeling

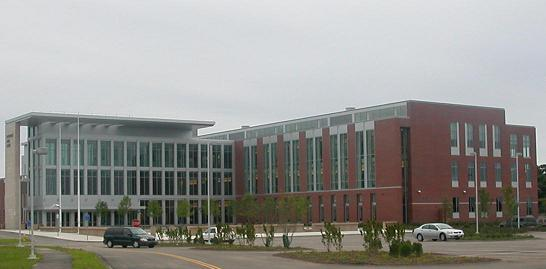
Plymouth County Courthouse